# كيث فلويد
كيث فلويد (بالإنجليزية: Keith Floyd) هو منتج تلفزيوني وطاهي ومقدم تلفزيوني ومؤلف بريطاني، ولد في 28 ديسمبر 1943 في ريدنغ في المملكة المتحدة، وتوفي في 14 سبتمبر 2009 في بريدبورت ‏ في المملكة المتحدة بسبب نوبة قلبية.

## وصلات خارجية
- الموقع الرسمي
- كيث فلويد على موقع IMDb (الإنجليزية)
- كيث فلويد على موقع الموسوعة البريطانية (الإنجليزية)
- كيث فلويد على موقع قاعدة بيانات الفيلم (الإنجليزية)